# جزیره شناور (دسر)
جزیره شناور ([île flottante, œufs à la neige] Error: {{Lang}}: متن دارای نشانه‌گذاری ایتالیک است (راهنما)) یک نوع دسر در آشپزی فرانسوی است. این دسر تشکیل شده‌است از مرنگی‌ که بر روی کرم انجلیس (وانیل و کرم کاستارد) شناور شده‌است.